# Affaire Samantha Moreno Rodriguez
L'affaire Samantha Moreno Rodriguez est une affaire judiciaire américaine, concernant le meurtre de Liam Husted, un enfant autiste de sept ans, par sa mère filicide Samantha Moreno Rodriguez, qui l'a étranglé avant de le dénuder et d'abandonner son corps dans le désert du Nevada, près de Las Vegas. Le corps est découvert le 28 mai 2021 par des randonneurs.
Arrêtée dans un hôtel grâce à la plaque d'immatriculation de sa voiture et aux suites d'un test d'ADN, Samantha Moreno Rodriguez est reconnue coupable, puis condamnée en novembre 2022 à une peine de 28 ans de prison.

## Chronologie des faits
Samantha Moreno Rodriguez vit avec son fils Liam Husted à San José. Le meurtre se produit vraisemblablement le 28 mai 2021, près de Las Vegas, dans le Nevada. La veille, Samantha Moreno Rodriguez avait fait une promenade avec son fils. Le lendemain matin, elle trouve son fils particulièrement ingérable et désobéissant,. Elle le pousse alors le long d'un sentier de randonnée, il se cogne la tête et se met à hurler très fort,,. En incapacité d'obtenir qu'il se taise, elle l'étrangle pendant environ 15 minutes, jusqu'à ce qu'il cesse de respirer.
Elle a ensuite l'idée de lui retirer ses vêtements, car elle a vu dans des séries télévisées policières que cela rendra l'identification du garçon plus difficile.
Le corps dénudé de Liam est découvert le 28 mai 2022 par des randonneurs, près de Mountain Springs. Vers 7 h 30 du matin, un groupe de randonneurs passait près du sentier de la Route 160 entre Las Vegas et Pahrump quand l'un d'eux s'est écarté du sentier et a découvert le corps du garçon près d'une forêt. 
Un portrait de cet enfant d'origine hispanique est alors partagé en vue d'obtenir plus d'informations à son sujet. L'enfant, d'abord non-identifié, est surnommé « Little Zion » par les enquêteurs. Il est formellement identifié le 7 juin 2022. En effet, les enquêteurs découvrent que Moreno Rodriguez et son fils ont séjourné dans un hôtel à Las Vegas moins de deux semaines auparavant, les bases de données des plaques d'immatriculation permettant ensuite de retrouver la trace de son véhicule dans le Colorado le 29 mai.
La suspecte est arrêtée le 8 juin à Denver par le FBI, dans un hôtel. Elle a été identifiée par un membre de sa famille qui a vu la photographie de son fils aux informations.
Elle est ensuite extradée vers le Nevada pour y être jugée.

## Profils de la meurtrière et de la victime
Samantha Moreno Rodriguez a 36 ans au moment de son jugement.
Liam a sept ans, et est autiste,.

## Procès
Samantha Moreno Rodriguez doit finalement comparaitre le 20 août 2021. Le procureur adjoint John Giordani déclare en audience qu« il s'agit d'un cas flagrant de filicide ». Lors de sa première audition, elle plaide non-coupable du chef d'accusation de meurtre. Elle encoure alors la peine capitale,. En effet, l'analyse ADN a formellement permis d'identifier son fils.
Samantha Moreno Rodriguez plaide finalement coupable des chefs d'accusation de meurtre avec maltraitance et mise en danger d'enfant, à partir du 1er septembre.
Lors de son témoignage au juge, le père de Liam dénonce les « actions négligentes et égocentriques » de l'accusée, s'étonnant qu'elle n'ait pas demandé d'aide et ait abandonné le corps de son fils dans le désert. Il explique que la vitre de son camion est encore marquée d'empreintes digitales de son fils et qu'il a trop de peine pour les effacer.

## Condamnation
Le 17 novembre 2022, Samantha Moreno Rodriguez est condamnée à 28 ans de prison,. Elle est condamnée à perpétuité pour le meurtre, et à 8 à 20 ans pour maltraitance d'enfant, ce qui ne rend la libération conditionnelle possible qu'après une période de sûreté de 28 ans.
Elle purge sa peine dans le Nevada.